# Marcelo Fernán
Marcelo Fernán y Briones (Ciudad de Cebú, 24 de octubre de 1927 — Manila, 11 de julio de 1999) fue un abogado y político filipino quien se desempeñó como Presidente de la Corte Suprema de Filipinas y Presidente del Senado de Filipinas. 

## Vida carrera tempranas
Fernán nació en la ciudad de Cebú en la República de Filipinas. En 1953 se graduó con una licenciatura en derecho por la Universidad de Filipinas. Fue a la Universidad de Harvard en los Estados Unidos para obtener su maestría. Regresó a Filipinas poco después y entró en la política como delegado a la Convención Nacional Constituyente de 1971. En 1977, fue elegido presidente nacional del Colegio de Abogados (Organización Nacional de abogados) y en 1988 se convirtió en el Juez Presidente del Corte Suprema de Filipinas. 

## Carrera política
Él dimitió como presidente del Tribunal Supremo en 1991 para perseguir corriendo como Presidente de Filipinas. Aceptó la oferta de Ramón Mitra como candidato a la vicepresidencia del partido Lucha de los filipinos Democráticos (LDP). En 1992, las elecciones generales de Filipinas, que sin embargo perdió con el actor y senador Joseph Estrada. En las elecciones de 1995, Fernán postularse para el Senado y fue elegido como candidato del partido Lakas–Unión Nacional de Demócratas Cristianas (Lakas-NUCD). Fernán fue elegido presidente del Senado en la apertura del 11° Congreso de las Filipinas en 1988.
En 1999, Fernán votó para la aprobación del Acuerdo de Fuerzas Visitantes entre Filipinas y Estados Unidos.
Fernán renunció a la Presidencia del Senado el 28 de junio, debido a su delicado estado de salud 1999. Murió de cáncer solo días después, el 11 de julio en Manila. Fue enterrado en la ciudad de Cebú.
Un puente de nueva construcción en Cebú lleva su nombre que une la ciudad de Mandaue y la isla de Mactan.